# Distrikt Santo Domingo de Capillas
Der Distrikt Santo Domingo de Capillas liegt in der Provinz Huaytará in der Region Huancavelica in Südzentral-Peru. Der Distrikt wurde am 26. Januar 1956 gegründet. Er besitzt eine Fläche von 256 km². Beim Zensus 2017 wurden 788 Einwohner gezählt. Im Jahr 1993 lag die Einwohnerzahl bei 1165, im Jahr 2007 bei 1081. Sitz der Distriktverwaltung ist die 3367 m hoch gelegene Ortschaft Santo Domingo de Capillas mit 176 Einwohnern (Stand 2017). Santo Domingo de Capillas liegt 19 km südöstlich der Provinzhauptstadt Huaytará.

## Geographische Lage
Der Distrikt Santo Domingo de Capillas liegt in der peruanischen Westkordillere zentral in der Provinz Huaytará. Die Längsausdehnung in SW-NO-Richtung beträgt knapp 47 km. Der Tambo, rechter Quellfluss des Río Ica, entwässert einen Großteil des Distrikts nach Südwesten. Der äußerste Nordosten liegt im Einzugsgebiet des Río Olaya, dem linken Quellfluss des Río Ica.
Der Distrikt Santo Domingo de Capillas grenzt im Süden an den Distrikt San Francisco de Sangayaico, im Nordwesten und im Norden an die Distrikte Ayaví und Tambo, im Nordosten an den Distrikt Pilpichaca sowie im Südosten an den Distrikt Santiago de Chocorvos.

## Ortschaften
Im Distrikt gibt es neben dem Hauptort folgende größere Ortschaften:
- Taquiza
- Vista Alegre